# Hvannalindavegur

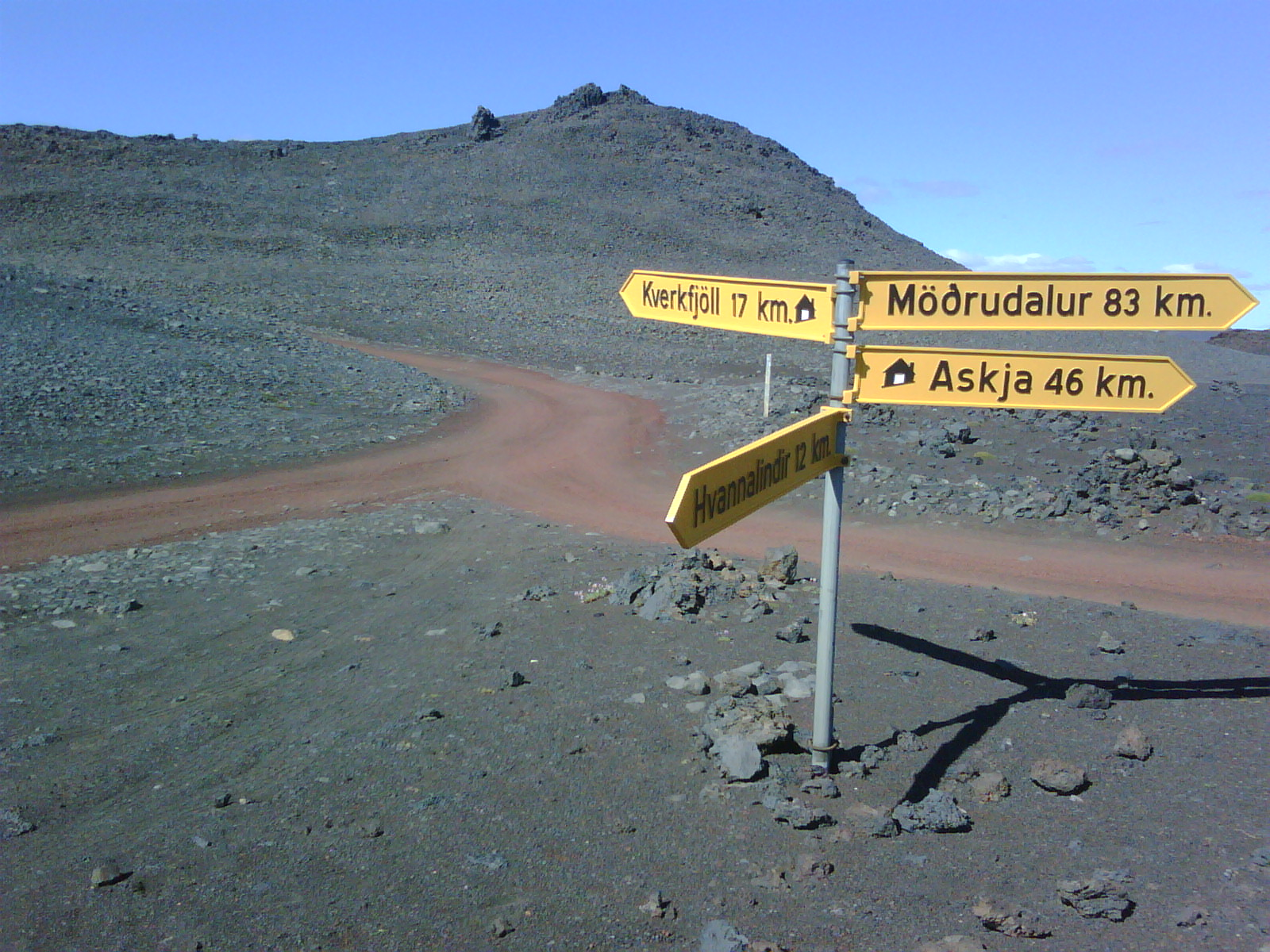
Incrocio tra la 902 e la 903

Hvannalindavegur (F903) è una strada dell'Islanda che collega l'Austurleið con la Kverkfjallaleið, connettendo quindi il Kverkfjöll con l'Askja.